# 郭宝钧
郭宝钧（1893年—1971年11月1日），字子衡，号古颐、适斋，河南南阳人，考古学家，任中国史学会理事，第四届全国政协委员。

## 生平
1922年，從北京師範大學國文系畢業後，回到河南，在省立南陽中學任教，後到省教育廳工作。1928年，以河南省教育廳代表身份參加了中央研究院歷史語言研究所在安陽殷墟進行的發掘，協助董作賓工作。1931年和梁思永加入中研院史語所，之後主持了殷墟第八次及第十三次的發掘。1949年，擔任中國科學院考古研究所研究員，於1950年春率領發掘團前往安陽恢復因為抗戰中斷的考古工作。1952年，被聘為北京大學歷史系考古專業兼任教授。1954年，到洛陽西郊主持發掘。

## 外部鏈接
郭寶鈞與山彪鎮發掘 （页面存档备份，存于）